# Assemblea d'Unitat Popular
La Assemblea d'Unitat Popular (Asamblea de Unidad Popular) (AUP) fue un movimiento independentista catalán impulsado por el Moviment de Defensa de la Terra-IPC (MDT-IPC) en 1993 y por miembros de la Crida a la Solidaritat en Defensa de la Llengua. Tuvo como precedente la Assemblea Unitària per l'Autodeterminació, creada por el Moviment de Defensa de la Terra-IPC, miembros de la Crida, Revolta e independientes en 1991.
Realizó activas campañas contra la Constitución y a favor de la independencia. En 1995 apoya y va junto a MDT-IPC en las elecciones municipales de ese año, pero se aproximará a las tesis de Esquerra Republicana de Catalunya (ERC) (apoya su Marcha per la independencia en septiembre de ese año), produciendo tensiones. En enero de 1996 un buen número de los miembros de la AUP ingresaron en ERC y la asamblea se disolvió. Los contrarios fundarían la Plataforma per la Unitat d'Acció.